# SOR LH 9,5
SOR LH 9,5 je model dálkového a zájezdového autobusu, který od roku 2002 vyrábí východočeská společnost SOR Libchavy. Typ LH 9,5 vychází z modelu LC 9,5.

## Konstrukce
Autobus LH 9,5 je upravenou verzí modelu LC 9,5. Je to dvounápravový vůz s polosamonosnou karoserií, zadní hnací nápravou a motorem s mechanickou převodovkou umístěným v zadní části vozu pod podlahou. Karoserie vozu je z vnější strany oplechovaná, z vnitřní strany obložená plastovými deskami. V pravé bočnici autobusu se nacházejí dvoje jednokřídlé výklopné dveře (první jsou před přední nápravou, druhé za nápravou zadní). Zadní náprava jsou značky MERITOR, přední lichoběžníková je vlastní konstrukce s nezávisle zavěšenými koly. Sedačky pro cestující jsou umístěny na vyvýšené podestě, díky čemuž má zavazadlový prostor pod podlahou vozu větší objem (6 m³). Od svého předchůdce se model LH 9,5 také liší designově upraveným předním i zadním čelem.

## Výroba a provoz
Vozy LH 9,5 doplnily na začátku 21. století ve výrobě původní typ LC 9,5, ze kterého konstrukčně vycházejí. Jsou to autobusy pro dálkovou či zájezdovou dopravu pro menší počet cestujících než klasické dvanáctimetrové autokary.